# Zigman Brener
Zigman Brener (São Paulo, 7 de setembro de 1928 – Belo Horizonte, 23 de setembro de 2002) foi um médico parasitologista, pesquisador e professor universitário brasileiro.
Grande oficial da Ordem Nacional do Mérito Científico e membro titular da Academia Brasileira de Ciências, Zigman foi professoer emérito e livre-docente da Universidade Federal de Minas Gerais, pesquisador emérito da Fiocruz em Minas Gerais e um dos maiores parasitologistas do Brasil.

## Biografia
Zigman nasceu na capital paulista, em 1928. Era filho de Isaac Brenner e Ana Marcinovsky, imigrantes judeus da Europa Central, que fugiram da pobreza em sua terra natal. Em 1941, quando tinha 13 anos, a família se mudou para a capital mineira, Belo Horizonte, residindo, inicialmente, no Bairro Calafate e depois no bairro Carlos Prates, onde fixaram residência. Os antigos ginásio e científico foram cursados no Ginásio Público Mineiro, considerado na época um dos melhores colégios da cidade.
Em 1948, prestou vestibular para medicina, passando em primeiro lugar. Em 1949, em seu segundo ano de curso, Zigman começou a trabalhar no laboratório de José Pellegrino, pioneiro no estudo de doenças tropicais e pesquisador da Fiocruz. Seu laboratório se chamava Centro de Estudos e Profilaxia da Doença de Chagas, localizado na filial do Instituto Oswaldo Cruz, em Bambuí, em Minas Gerais. Junto de Pellegrino, Zigman publicou cerca de 20 trabalhos sobre Doença de Chagas, esquistossomose e leishmaniose, de 1951 a 1960.

## Carreira
Formou-se na Universidade Federal de Minas Gerais (UFMG) em 1953 e seis meses depois casou-se com Adelia Brener, em 24 de junho de 1954. O casal teve duas filhas, Stela e Marta. Zigman clinicou por um ano na área de cardiologia, mas já tinha optado por seguir a carreira científica. Ainda que tenha trabalhando inicialmente com esquistossomose e leishmaniose, posteriormente, orientou seus estudos para a Doença de Chagas, experimental e humana.
Em 1955, foi convidado pelo professor Amílcar Martins para ser seu assistente na cátedra de Parasitologia da Faculdade de Farmácia da UFMG bem como para integrar o quadro de pesquisadores do recém-criado Instituto Nacional de Endemias Rurais. A convite da Hoffmann–La Roche, Zigman e Pellegrino estagiaram nos laboratórios da empresa em Basiléia, na Suíça, a fim de organizar protocolos destinados ao teste de drogas que seriam desenvolvidas pela La Roche para doenças parasitárias.
De volta ao Brasil, fixou residência em Belo Horizonte, na rua Monte Branco, 232, no bairro Nova Suíça. Decidiu dedicar sua carreira científica ao estudo da Doença de Chagas, enquanto Pellegrino decidira pelo estudo da esquistossomose. Zigman dividia seu tempo entre o Centro de Pesquisas René Rachou, antigamente Instituto de Endemias Rurais e a Universidade Federal de Minas Gerais (UFMG), a princípio como Catedrático de Parasitologia da Faculdade de Farmácia e, posteriormente, com a criação do Instituto de Ciências Biológicas (ICB) em 1967, como titular do Departamento de Parasitologia.
Em 1957, obteve o título de doutor em medicina, ao defender a tese Calazar Canino em Minas Gerais, sendo então promovido por concurso público a Professor Titular de Parasitologia. Tornou-se livre-docente da Faculdade de Farmácia e Bioquímica da mesma universidade, por concurso de provas e títulos, em 1961 e, no ano seguinte, também por concurso, foi promovido a Professor Catedrático daquela faculdade, na vacância de Amilcar Martins.
Com a criação do Departamento de Parasitologia da Universidade Federal de Minas Gerais, em 1969 Zigman se tornou coordenador do curso de pós-graduação de Parasitologia. Aposentou-se da instituição em 1982, tornando-se professor titular do Centro de Pesquisas René Rachou, da Fundação Oswaldo Cruz, em Belo Horizonte, de onde foi diretor do Laboratório de Doença de Chagas.
Zigman era filiado a várias sociedades científicas: era membro titular da Academia Brasileira de Ciências; Presidente do Conselho Curador da Fundação Ezequiel Dias (FUNED) da Secretaria de Saúde do Estado de Minas Gerais (1992-1995); membro fundador da Sociedade Brasileira de Medicina Tropical; membro das Sociedades Brasileiras de Parasitologia e de Protozoologia e da Federação Latino-Americana de Parasitologia; além de membro Honorário da Sociedade Internacional de Protozoologia.
Zigman publicou 211 artigos científicos completos, sendo 129 em periódicos nacionais e 82 em revistas estrangeiras. Deste total, 158 foram sobre Doenças de Chagas, 23 em esquistossomose, 19 em leishmaniose, 4 em malária e 7 em outras doenças. Orientou 26 dissertações e teses. Foi presidente do Steering Committee on Chemotherapy, Parasitology and Immunology of Chagas Disease, Tropical Diseases Research, da Organização Mundial de Saúde (OMS)(1977-1984) e membro do Scientific and Technical Advisory Committee, também da OMS.

## Morte
Em 1997, Zigman começou a mostrar sinais de perda de memória. Uma consulta ao neurologista confirmou o diagnóstico de Doença de Alzheimer. Zigman ainda comparecia no laboratório por algumas horas por dia, mas com a deterioração de sua memória, o trabalho de pesquisa acabou e Zigman deixou de reconhecer as pessoas.
Zigman Brenner faleceu em 23 de setembro de 2002, aos 74 anos, no Hospital Felício Rocho, em Belo Horizonte, por complicações desencadeadas pelo Alzheimer e por uma pneumonia.

## Prêmios
Zigman recebeu inúmeras homenagens e medalhas: 
- Medalha Cultural Pirajá da Silva;
- Medalha Cultural Gaspar Vianna;
- Medalha Instituto Adolpho Lutz;
- Medalha Universidad de Caracas;
- Medalha da Sociedade Brasileira para o Progresso da Ciência;
- Medalha do 1º Centenário de Carlos Chagas;
- Medalha Conselho Nacional de Desenvolvimento Científico e Tecnológico;
- Medalha Samuel Pessoa, 1998;
- Prêmio Fundação Oswaldo Cruz/Grupo EMS-Sigma Pharma de Ciência & Tecnologia em Saúde, na categoria de Pesquisador Sênior, 2000.